# Condado de Brooks (Geórgia)
O Condado de Brooks é um dos 159 condados do Estado americano de Geórgia. A sede do condado é Quitman, e sua maior cidade é Quitman. O condado possui uma área de 1 289 km², uma população de 16 450 habitantes, e uma densidade populacional de 6 hab/km² (segundo o censo nacional de 2000). O condado foi fundado em 11 de dezembro de 1858.